# Mark May
Mark Eric May (Oneonta, 2 novembre 1959) è un ex giocatore di football americano statunitense che ha militato nel ruolo di offensive tackle nella National Football League (NFL).

## Carriera
May al college giocò a football con i Pittsburgh Panthers, vincendo l'Outland Trophy nel 1980. Fu scelto nel corso del primo giro (20º assoluto) del Draft NFL 1981 dai Washington Redskins. Fece parte della celebre linea offensiva soprannominata "Hogs", andando a vincere due Super Bowl, il XVII e il XXI (anche se nel secondo era infortunato). Nel 1988 fu convocato per il suo unico Pro Bowl. Dopo avere perso la stagione 1990 per un infortunio al ginocchio, nel 1991 firmò come free agent con i San Diego Chargers. Chiuse la carriera nel 1992 e nel 1993 con i Phoenix Cardinals.

## Palmarès

### Franchigia
- Super Bowl : 2

Washington Redskins: XVII, XXI
- National Football Conference Championship: 3

Washington Redskins: 1982, 1983, 1987, 1991

### Individuale
- Convocazioni al Pro Bowl: 1

1988
- 80 Greatest Redskins
- Numero 73 ritirato dai Pittsburgh Panthers
- College Football Hall of Fame